# Norman Read
Norman Richard Read, född 13 augusti 1931 i Portsmouth i England, död 22 maj 1994 i Pirongia i Waikato, var en nyzeeländsk friidrottare.
Read blev olympisk mästare på 50 kilometer gång vid olympiska sommarspelen 1956 i Melbourne.